# Impares (série télévisée)
Impares Premium
Impares est une série télévisée produite par Isla Producciones pour les chaînes espagnoles Antena 3 et Antena.Neox, créée le 4 août 2008,.

## Intrigue
La série raconte avec humour la vie d'une série de personnages fictifs qui se tournent vers une agence de rencontres sur Internet pour essayer de trouver un partenaire, bien que cela ne soit pas aussi facile qu'ils le pensaient. La distribution est composée de plus de 75 acteurs qui prennent part à cette comédie d'imbroglios et de défis personnels. La série combine l'action à la troisième personne avec des séquences de témoignages de type téléréalité pour donner une impression de vie réelle.

## Distribution
- Pablo Penedo
- Wills Canga interprète Javier Romano
- Adrián Lastra interprète El Ruli
- Aitor Luna
- Afrique Luca de Tena
- Alberto Lozano interprète Ricardo Solla
- Ana Rayo interprète Candela
- Ana Ruiz interprète Sonsoles
- Antonio Muñoz de Mesa interprète Ángel Gutiérrez
- Carmen Caballero interprète Fuensanta
- Cecilia Freire interprète Lola
- César Camino interprète Jesús Amoros
- César Lucendo interprète Arturo
- Cristina Gallego interprète Epifanía
- Cristina Pons interprète Natalia
- Darío Paso interprète Fernando Costanillo
- Elsa Pinilla
- Enrique Asenjo interprète Rubén
- Gabriel Chamé interprète Francisco Pernet
- Huichi Chiu interprète Estephanie
- Ismael Beiro
- Itziar Miranda interprète Lola
- Javier Godino interprète Antonio
- Javier Pereira interprète José Manuel
- Javier Rey interprète Esteban
- Javier Tolosa interprète Ángel
- Jesús Caba interprète Rodrigo
- José Troncoso
- Jose Ramón Iglesias interprète Jota
- Juan y Punto
- Juanjo Pardo interprète Rafael
- Juanma Díez interprète Jerome
- Kike Guaza
- María Ballesteros interprète Cristina
- Maribel Ripoll interprète Angus
- Marta Hazas interprète Alessandra
- Marta Larralde interprète Diana
- Marta Poveda interprète Fany Clos
- Miriam Benoit interprète Cristal
- Mariam Hernández
- Nacho López interprète Fran Pernet
- Natalia Vergara (Innata) interprète María Maneiro
- Palmira Ferrer interprète Felisa
- Paula Galimberti interprète Amparo
- Rafael Reaño interprète Juan
- Rocío García interprète Olvido
- Rosa Mariscal interprète Manuela
- Sandra Dominique interprète Paloma
- Sandra Ferrús interprète Lucía
- Secun de la Rosa interprète Álvaro
- Sergio Castellanos
- Susana Martins interprète Claudia
- Susana Rubio

## Chapitres et audiences
| Chapitre        | Nom             | Date d'émission | Téléspectateurs | Parts           |
| Première saison | Première saison | Première saison | Première saison | Première saison |
| --------------- | --------------- | --------------- | --------------- | --------------- |
| 1               | Chapitre 1      | 4 août 2008     | 1 195 000       | 10,3 %          |
| 2               | Chapitre 2      | 5 août 2008     | 1 168 000       | 10,3 %          |